# بانكس سيمبسون
بانكس سيمبسون (بالإنجليزية: Banks Simpson)‏ هو سائق سباق أمريكي، ولد في 4 نوفمبر 1916 في كونكورد في الولايات المتحدة، وتوفي بنفس المكان في 30 أبريل 2009.